# Glogovnica
Glogovnica este o arie protejată (sit de importanță comunitară — SCI) din Croația întinsă pe o suprafață de 3,21 ha, integral pe uscat.

## Localizare
Centrul sitului Glogovnica este situat la coordonatele 46°04′08″N 16°34′55″E / 46.069°N 16.582°E.

## Înființare
Situl Glogovnica a fost declarat sit de importanță comunitară în iulie 2013 pentru a proteja 1 specie de animale.

## Biodiversitate
Situată în ecoregiunea continentală, aria protejată nu include niciun habitat protejat.
La baza desemnării sitului se află o specie protejată de  nevertebrate: Unio crassus.